# نانته نیومن
نانته نیومن (به انگلیسی: Nanette Newman) (زاده ۲۹ مهٔ ۱۹۳۴) بازیگر انگلیسی است.
از کارهای معروف او می‌توان به بازی در فیلم ولوت بین‌المللی اشاره کرد.

## فیلم‌شناسی
فهرست برخی از فیلم‌هایی که نانته نیومن در آن‌ها به ایفای نقش پرداخته‌است:
- اتاق ال شکل (۱۹۶۲)
- جلسه احضار ارواح در یک بعدازظهر بارانی (۱۹۶۴)
- نجواگران (۱۹۶۷)
- تله مرگبار (۱۹۶۸)
- اوه! چه جنگ دلپذیری (۱۹۶۹)
- ولوت بین‌المللی (۱۹۷۸)
- اسرار ادوین درود (۱۹۹۳)